# Лаврентий Загоскин
Лаврентий Алексеевич Загоскин е руски военноморски офицер, изследовател на Аляска, Алеутските о-ви и Северна Калифорния.

## Ранни години (1808 – 1840)
Роден е на 21 май 1808 година в село Николаевка, Пензенска губерния, Руска империя, в семейство на дребен дворянин. Завършва Морския кадетски корпус. Служи в Санкт Петербург, Кронщад и Астрахан. През 1839 преминава на служба в Руско-американската компания.

## Изследователска дейност (1840 – 1845)
През 1840 – 1842 г. плава покрай западното крайбрежие на Северна Америка от остров Баранов (57º 05` с.ш.) до Горна Калифорния.
През 1842 изследва южното и част от източното крайбрежие на залива Нортън – от делтата на Юкон до устието на река Уналаклит (64º с.ш.). От 4 декември 1842 до 15 януари 1843 се изкачва по Уналаклит, преминава вододела, достигна Юкон и се изкачва по нея до устието на река Нулато. Изследва и картира до средното течение десния приток на Юкон – река Коюкук. През юни 1843 изследва около 200 км от средното течение на река Юкон, от устието на Коюкук до праговете ѝ на 64°56′ с. ш. 154°19′ з. д. / 64.933333° с. ш. 154.316667° з. д., а през юли и август се спуска по реката до най-южната ѝ точка – 61°33′ с. ш. 162°00′ з. д. / 61.55° с. ш. 162° з. д..
През зимата на 1843 – 1844 г. извършва походи до реките Иноко (ляв приток на Юкон) и Кускоквим. През пролетта на 1844 г. изследва средното течение на Кускоквим, а в средата на юни се спуска по Юкон до делтата ѝ и открива хребета, отделящ реката от източното крайбрежие на залива Нортън.
В края на 1845 през Сибир се завръща в Санкт Петербург, където през следващите две години излиза от печат книгата му „Пешеходная опись части русских владений в Америке, произведенная в 1842, 1843 и 1844 годах с меркаторскою картою, гравированною на меди“ (ч. 1 – 2, 1847 – 48). Това е първата по рода си книга за Аляска, в която се дава първото подробно географско описание на вътрешните райони на страната. Съдържа ценни етнографски сведения за коренните жители на Аляска с указани ареали на разселване.

## Следващи години (1845 – 1890)
След 20-годишна служба в Руския флот излиза в оставка, заселва се в село Абакумово, Рязанска губерния, а след това се преселва в Рязан, където умира на 22 януари 1890 година на 81-годишна възраст.